# Hartplatz-Weltmeisterschaften
Die Hartplatz-Weltmeisterschaften (englisch World Hard Court Championships) waren ein Tennisturnier, das von 1912 bis 1923 in Paris – mit Ausnahme von 1922 in Brüssel – ausgetragen wurde.

## Geschichte

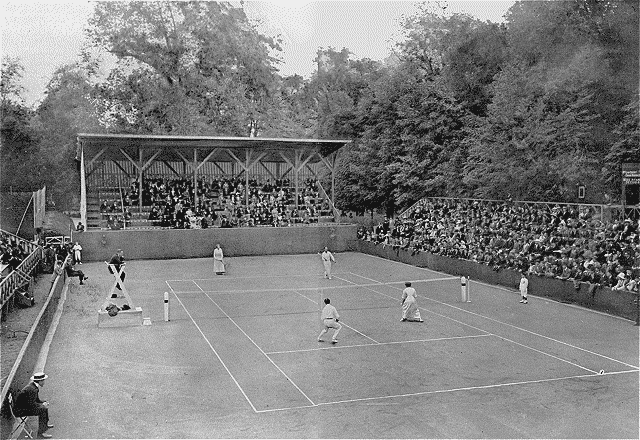
Ein Mixed bei den Hartplatz-Weltmeisterschaften 1913

Die Ausrichtung der ersten Weltmeisterschaften auf Hartplatz ging maßgeblich auf den US-Amerikaner Duane Williams zurück. Dieser kontaktierte 1911 Vertreter des französischen Sportverbandes UFSPA, und man einigte sich darauf, im Juni des folgenden Jahres die erste Auflage des internationalen Turniers in Paris auszutragen. Die französischen Meisterschaften waren damals Mitgliedern einheimischer Tennisvereine vorbehalten.
Duane war auch eine treibende Kraft hinter der Gründung der International Tennis Federation (ITF) im Jahr 1913. Dort wurde die Einrichtung zweier weiterer Weltmeisterschaften beschlossen: der Rasen-Weltmeisterschaften (Wimbledon Championships) und der Hallenweltmeisterschaften. Der amerikanische Tennisverband USNLTA wollte nicht akzeptieren, dass damit seine US-Meisterschaften zu einem zweitklassigen Turnier erklärt wurden, und lehnte daher einen Beitritt zur ITF ab. Duane selbst erlebte weder die erste Abhaltung des Turniers noch die Gründung des ITF; er starb im April 1912 beim Untergang der Titanic.
In der Folgezeit wurden die Hartplatz-Weltmeisterschaften – mit Unterbrechung durch den Ersten Weltkrieg – im Pariser Stade Français ausgetragen. 1922 wechselte die Turnierstätte kurz nach Brüssel auf die Anlage des Royal Léopold Club. Im Jahr darauf wurde im Zuge des Beitritts der USA zur ITF das System der drei Weltmeisterschaften fallengelassen. Stattdessen wurden die Meisterschaften von England, Frankreich, Australien und den USA in den Rang von höchsten Meisterschaften erhoben. Die Hartplatz-Weltmeisterschaften gingen 1925 in den internationalen französischen Meisterschaften auf.

## Turniersieger

### Herreneinzel
| Jahr                | Sieger           | Finalgegner     | Ergebnis                |
| ------------------- | ---------------- | --------------- | ----------------------- |
| 1912                | Otto Froitzheim  | Oscar Kreuzer   | 6:2, 7:5, 4:6, 7:5      |
| 1913                | Anthony Wilding  | André Gobert    | 6:3, 6:3, 1:6, 6:4      |
| 1914                | Anthony Wilding  | Ludwig von Salm | 6:0, 6:2, 6:4           |
| 1915–1919: abgesagt |                  |                 |                         |
| 1920                | William Laurentz | André Gobert    | 9:7, 6:2, 3:6, 6:2      |
| 1921                | Bill Tilden      | Jean Washer     | 6:3, 6:3, 6:3           |
| 1922                | Henri Cochet     | Manuel de Gomar | 6:0, 2:6, 4:6, 6:1, 6:2 |
| 1923                | Bill Johnston    | Jean Washer     | 4:6, 6:2, 6:2, 4:6, 6:3 |

### Dameneinzel
| Jahr                | Sieger               | Finalgegner             | Ergebnis      |
| ------------------- | -------------------- | ----------------------- | ------------- |
| 1912                | Marguerite Broquedis | Mieken Rieck            | 6:3, 0:6, 6:4 |
| 1913                | Mieken Rieck         | Marguerite Broquedis    | 6:4, 3:6, 6:4 |
| 1914                | Suzanne Lenglen      | Germaine Golding        | 6:2, 6:1      |
| 1915–1919: abgesagt |                      |                         |               |
| 1920                | Dorothy Holman       | Francisca Subirana      | 6:0, 7:5      |
| 1921                | Suzanne Lenglen      | Molla Mallory           | 6:2, 6:3      |
| 1922                | Suzanne Lenglen      | Elizabeth Ryan          | 6:3, 6:2      |
| 1923                | Suzanne Lenglen      | Kathleen McKane Godfree | 6:3, 6:3      |

### Herrendoppel
| Jahr                | Sieger                                   | Finalgegner                         | Ergebnis                  |
| ------------------- | ---------------------------------------- | ----------------------------------- | ------------------------- |
| 1912                | Otto Froitzheim Oscar Kreuzer            | Charles Winslow Harold Kitson       | 4:6, 6:2, 6:1, 6:3        |
| 1913                | Heinrich Kleinschroth Moritz von Bissing | Otto Froitzheim Anthony Wilding     | 7:5, 0:6, 6:3, 8:6        |
| 1914                | Max Décugis Maurice Germot               | Arthur Gore Algernon Kingscote      | 6:1, 11:9, 6:8, 6:2       |
| 1915–1919: abgesagt |                                          |                                     |                           |
| 1920                | André Gobert William Laurentz            | Nicolae Mișu Cecil Blackbeard       | 6:4, 6:2, 6:1             |
| 1921                | André Gobert William Laurentz            | Alain Gerbault Pierre Albarran      | 6:4, 6:2, 6:8, 6:2        |
| 1922                | Jean Borotra Henri Cochet                | Nicolae Mișu Marcel Dupont          | 6:8, 6:1, 6:1, 6:3        |
| 1923                | Jacques Brugnon Marcel Dupont            | Umberto De Morpurgo Léonce Aslangul | 10:12, 3:6, 6:2, 6:3, 6:4 |

### Damendoppel
| Jahr                        | Sieger                                   | Finalgegner                              | Ergebnis |
| --------------------------- | ---------------------------------------- | ---------------------------------------- | -------- |
| 1912–1913: kein Damendoppel |                                          |                                          |          |
| 1914                        | Suzanne Lenglen Elizabeth Ryan           | Blanche Amblard Suzanne Amblard          | 6:1, 6:1 |
| 1915–1919: abgesagt         |                                          |                                          |          |
| 1920                        | Dorothy Holman Phyllis Satterthwaite     | Germaine Golding Jeanne Vaussard         | 6:3, 6:1 |
| 1921                        | Germaine Golding Suzanne Lenglen         | Dorothy Holman Irene Peacock             | 6:2, 6:2 |
| 1922                        | Suzanne Lenglen Elizabeth Ryan           | Winifred Beamish Kathleen McKane Godfree | 6:0, 6:4 |
| 1923                        | Winifred Beamish Kathleen McKane Godfree | Germaine Golding Suzanne Lenglen         | 6:2, 6:3 |

### Mixed
| Jahr                | Sieger                            | Finalgegner                           | Ergebnis      |
| ------------------- | --------------------------------- | ------------------------------------- | ------------- |
| 1912                | Anne de Borman Max Décugis        | Mieken Rieck Heinrich Kleinschroth    | 6:4, 7:5      |
| 1913                | Elizabeth Ryan Max Décugis        | Germaine Golding Anthony Wilding      | kampflos      |
| 1914                | Elizabeth Ryan Max Décugis        | Suzanne Lenglen Ludwig von Salm       | 6:3, 6:1      |
| 1915–1919: abgesagt |                                   |                                       |               |
| 1920                | Germaine Golding William Laurentz | Suzanne Amblard Max Décugis           | kampflos      |
| 1921                | Suzanne Lenglen Max Décugis       | Germaine Golding William Laurentz     | 6:3, 6:2      |
| 1922                | Suzanne Lenglen Henri Cochet      | Winifred Beamish Brian Gilbert        | 6:4, 4:6, 6:0 |
| 1923                | Suzanne Lenglen Henri Cochet      | Kathleen McKane Godfree Brian Gilbert | 6:2, 10:8     |